# Super Monkey Ball: Touch & Roll
Super Monkey Ball Touch & Roll es el tercer juego de Super Monkey Ball presentado en un dispositivo portátil (el primero es Super Monkey Ball Jr. para Game Boy Advance, el segundo es Super Monkey Ball para Nokia N-Gage) y el primero para Nintendo DS. Utiliza la pantalla táctil de la DS como controlador principal para maniobrar al mono alrededor del nivel, aunque también se admite el control de D-pad. Al igual que en anteriores juegos de Super Monkey Ball, el objetivo es lanzar un mono desde el principio de un nivel hasta la línea de llegada dentro de un límite de tiempo asignado. A lo largo del camino el mono recolecta plátanos y racimos de plátanos, por valor de cinco plátanos, para la oportunidad de ganar una vida extra, que es después de obtener diez plátanos. Los personajes presentes incluyen a AiAi, MeeMee, Baby y GonGon.
Super Monkey Ball Touch & Roll tiene dos secciones diferentes. Juegos de fiesta, y juego principal. Hay juegos de seis partidos tales como carreras, guerra, bolos, hockey aéreo, golf y lucha que es diferente a la guerra. El juego principal tiene un modo de desafío que puede intentar vencer el juego, o modo de práctica. Hay 12 mundos en total, incluyendo los mundos 11 y 12 que son desbloqueables.